# 내 낡은 서랍 속의 바다
〈내 낡은 서랍 속의 바다〉는 패닉이 1998년에 발표한 3집 《Sea Within》의 타이틀곡이다. 서랍 속 자신의 예전 기억이 묻어있는 물건들을 '바다'에 비유해 지난날에 대한 반성과 자아 성찰이라는 메시지를 동시에 담고 있는 노래이다.
2011년에 《나는 가수다 시즌 1》에서 박정현이 리메이크된 버전을 부른 바 있으며 당시 3등을 차지하였다. 2012년에는 홍대광이 슈퍼스타K4 생방송에서 부르기도 했다.